# 안목해변

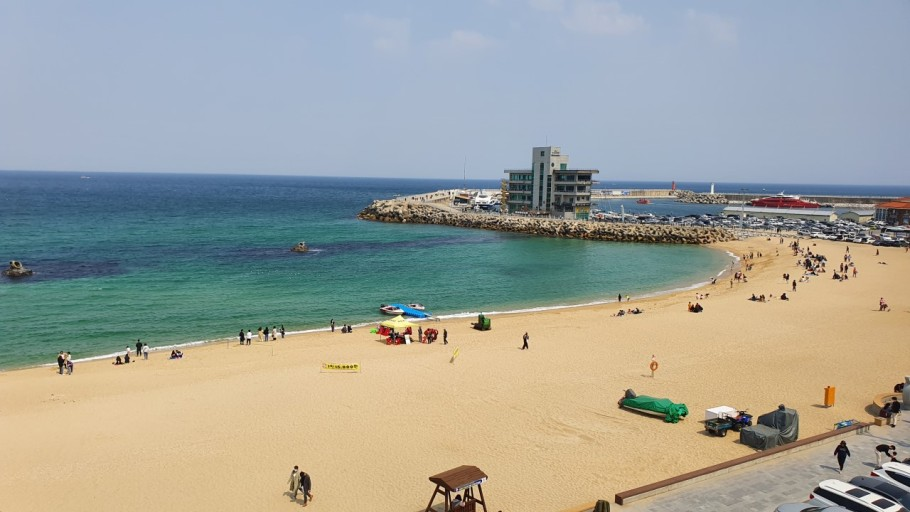

안목해변(安木海濱, Anmok Beach), 또는 안목해수욕장(安木海水浴場)은 강원특별자치도 강릉시 견소동에 있는 해변이다. 길이 500m, 면적 20,000m2다.

## 개요
안목이라는 이름은 남대천 하구 반대편에 위치한 남항진에서 송정으로 가는 마을 앞에 있는 길목이라는 뜻에서 생긴 말이다. 견소는 남대천에서 흐르는 물이 바다로 빠지는데 죽도봉에서 바다로 흐르는 물을 내려다보면 물살의 모습을 볼 수 있다 하여 견조(見潮)라 썼다고 한다. 그 뒤 일본인들이 견조를 발음하기 쉬운 견소라 했다.
마을 앞에는 전주에서 떠내려 왔다는 해발 37m의 전주봉(全州峰)이 있는데, 전설에 의하면 전라도 전주에서 해마다 땅세를 받아갔다고 한다. 어느 한 해에 흉년이 들어 마을사람들이 땅세를 줄 일을 걱정하고 있었는데 어린이의 기지로 이 때부터 땅세를 내지 않았다고 한다.
가족 단위 피서나, 낚시꾼들이 많이 찾고 근처에 강릉커피거리도 있는 등 관광지로 활용되고 있다.

## 사진

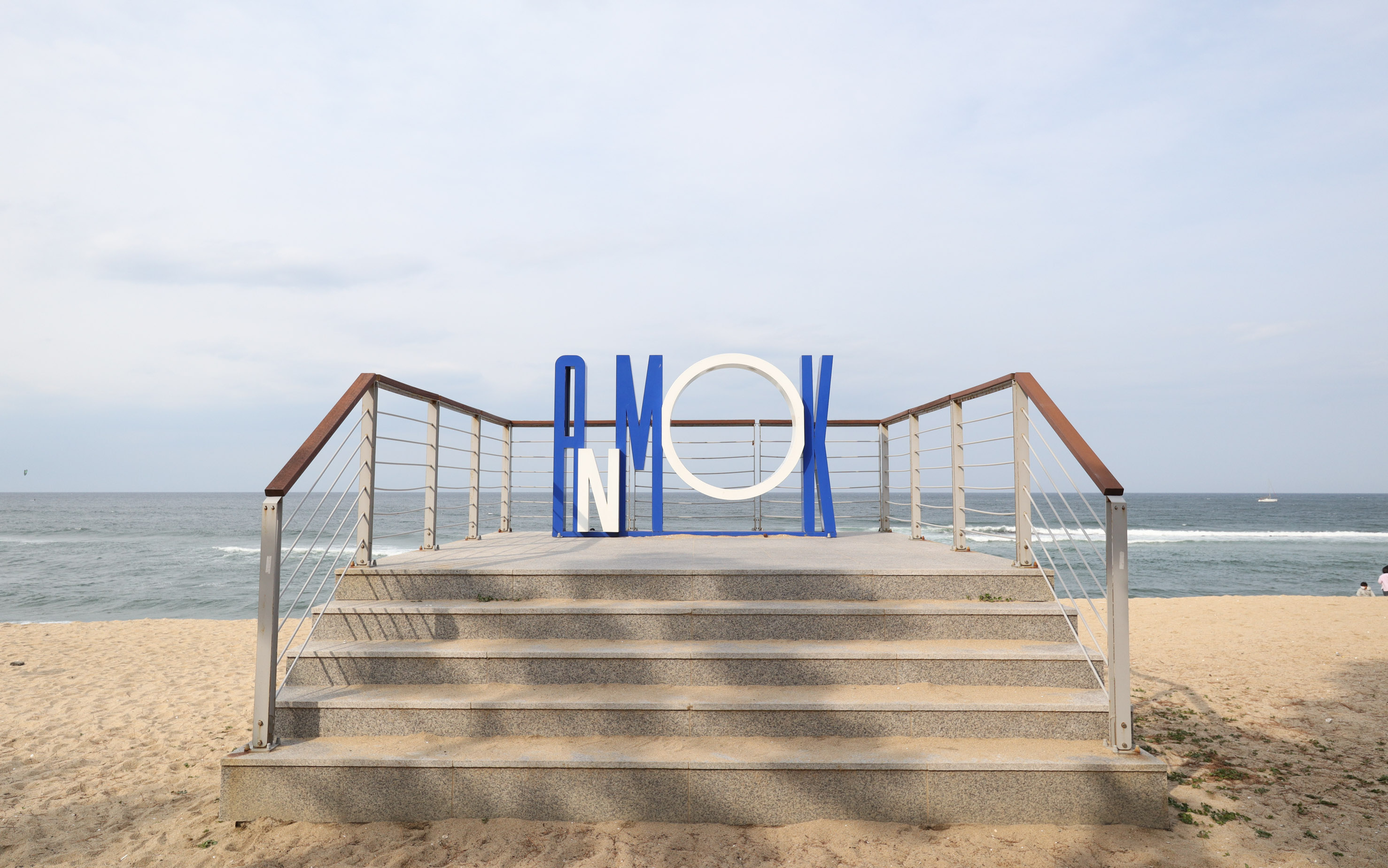
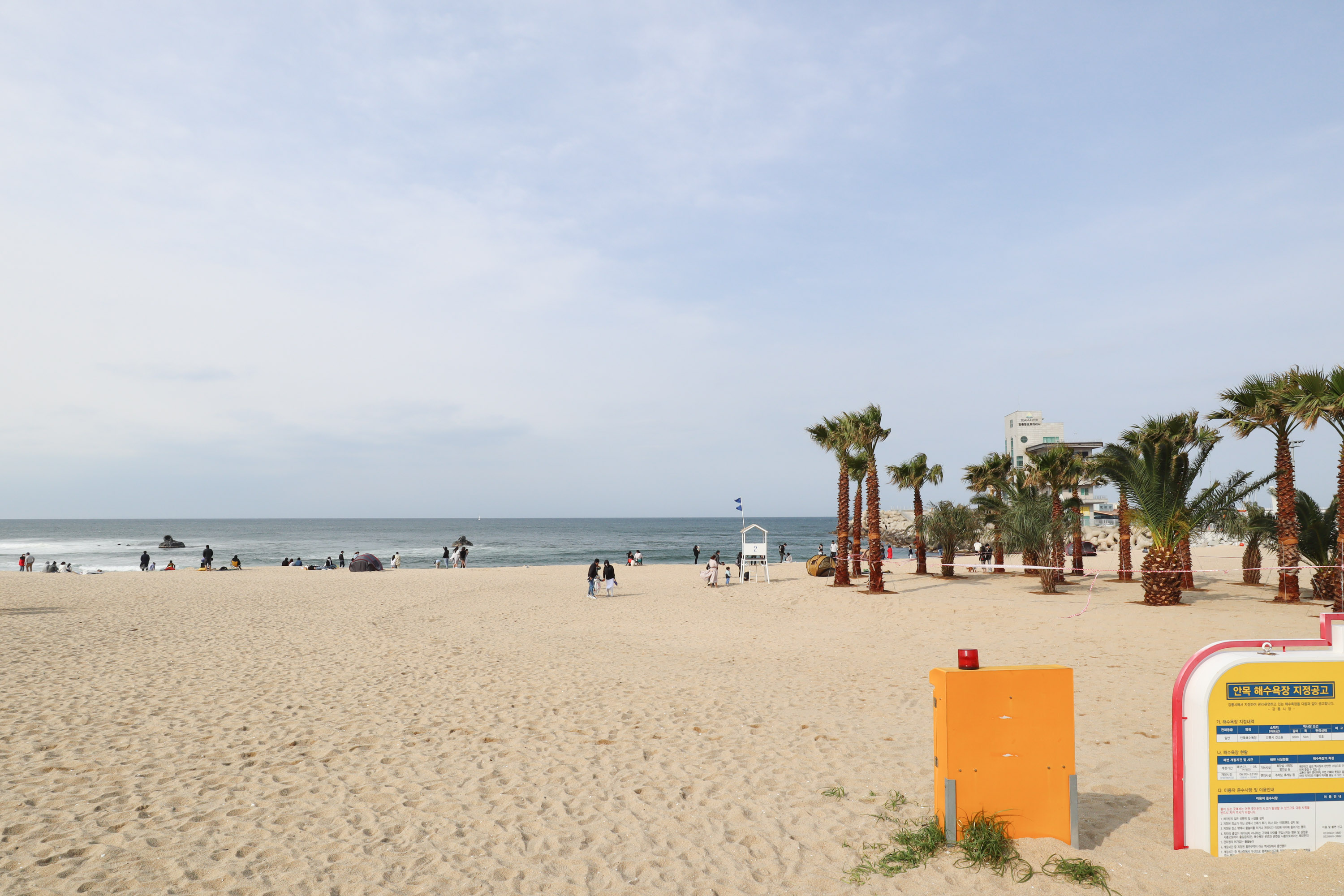
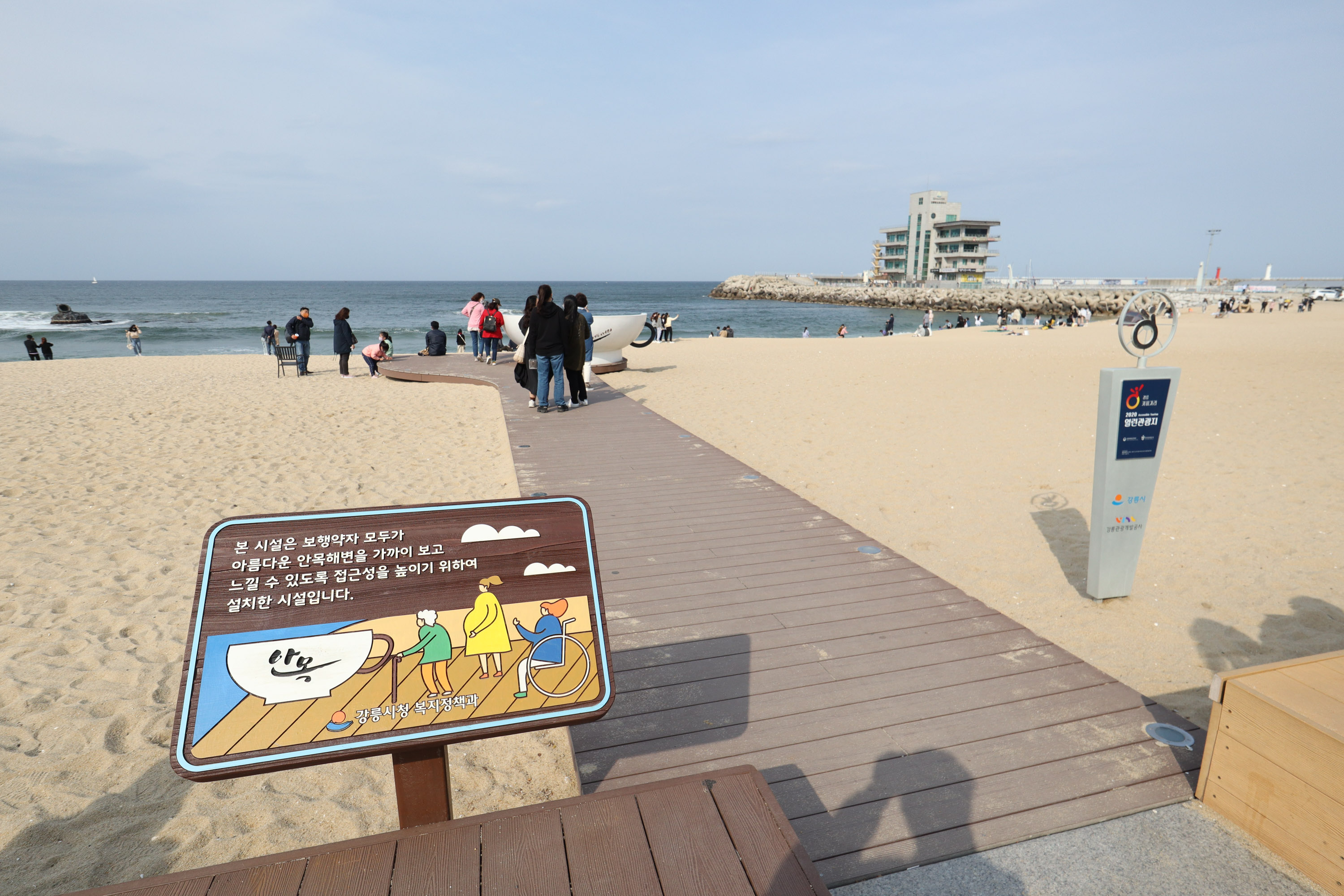
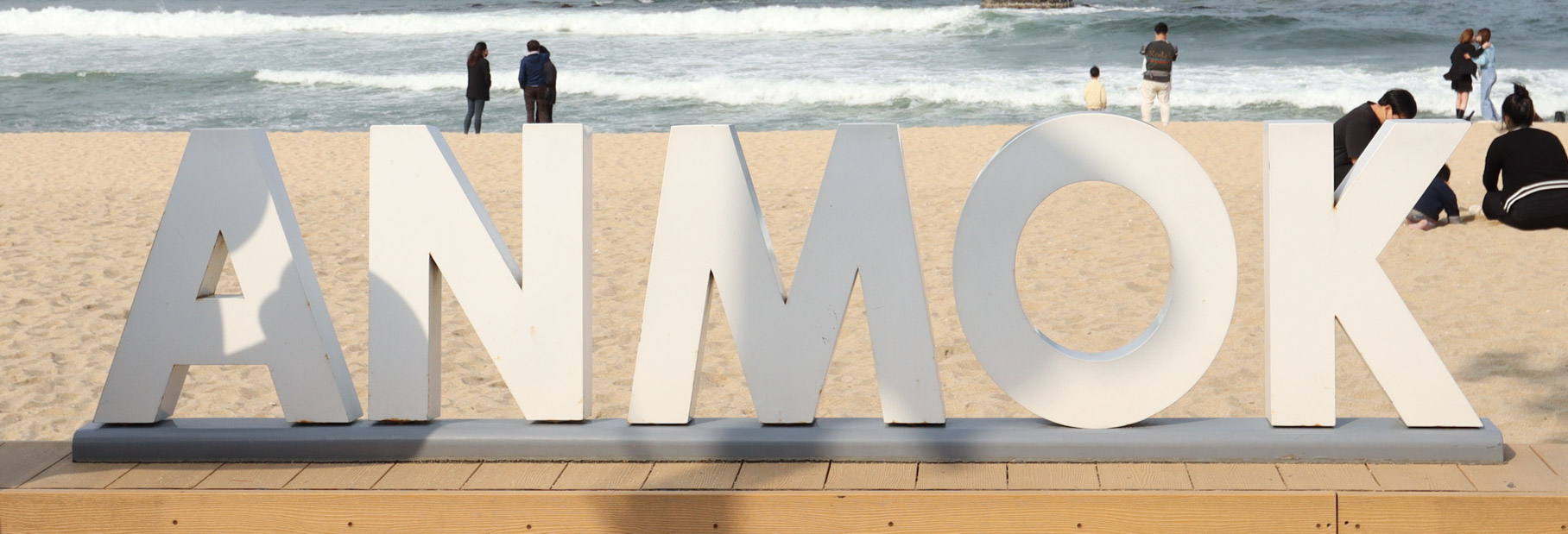
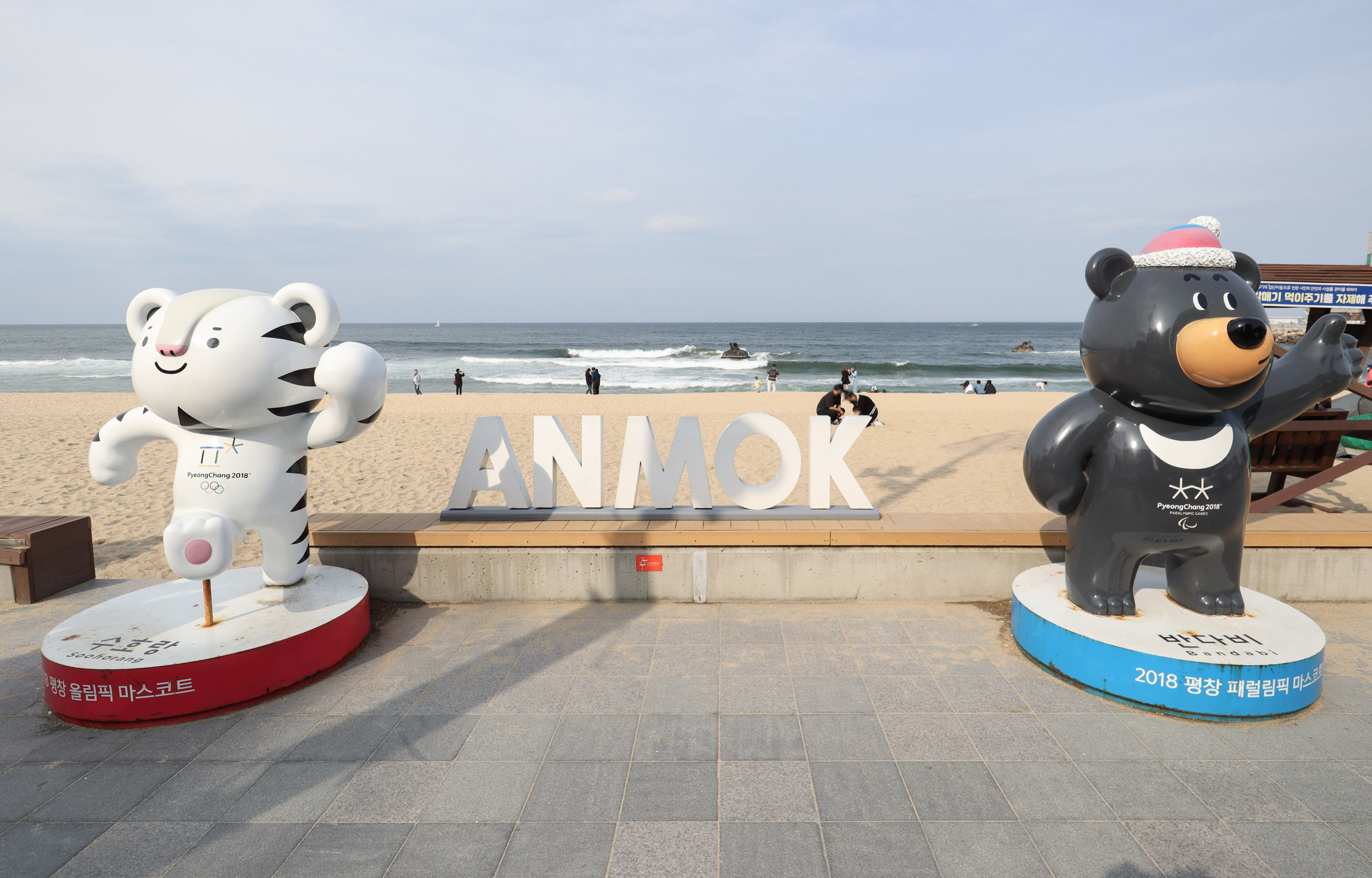
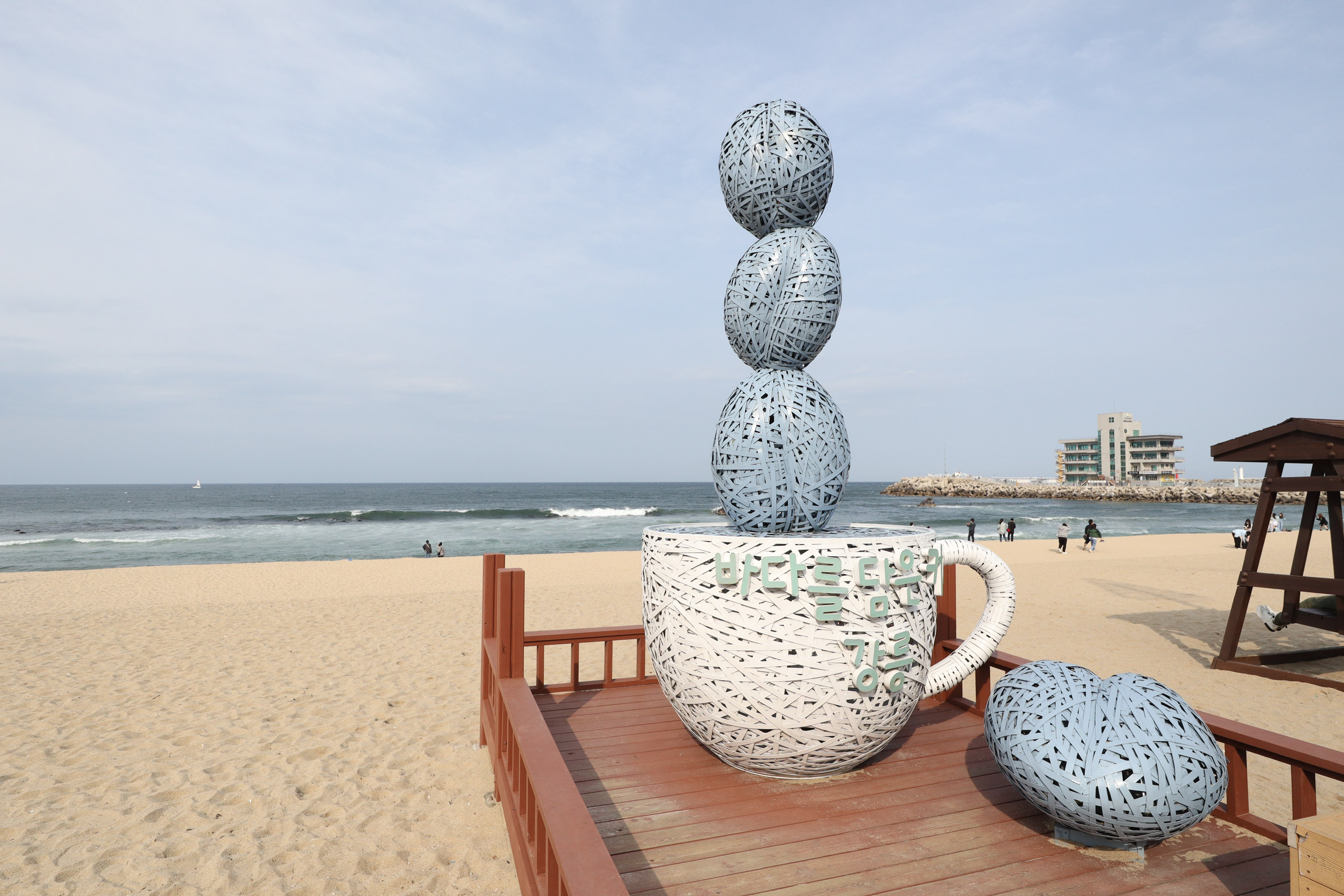
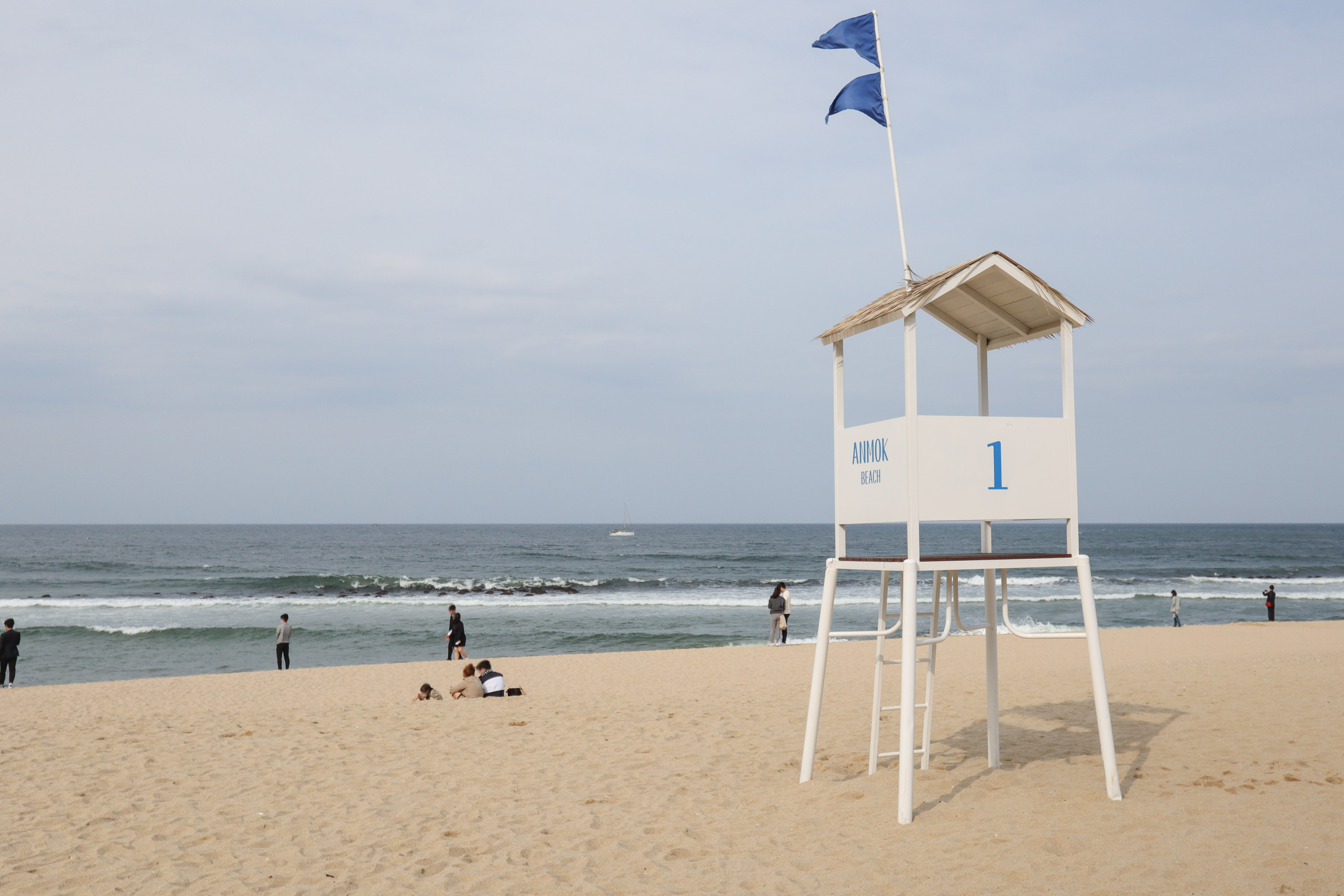
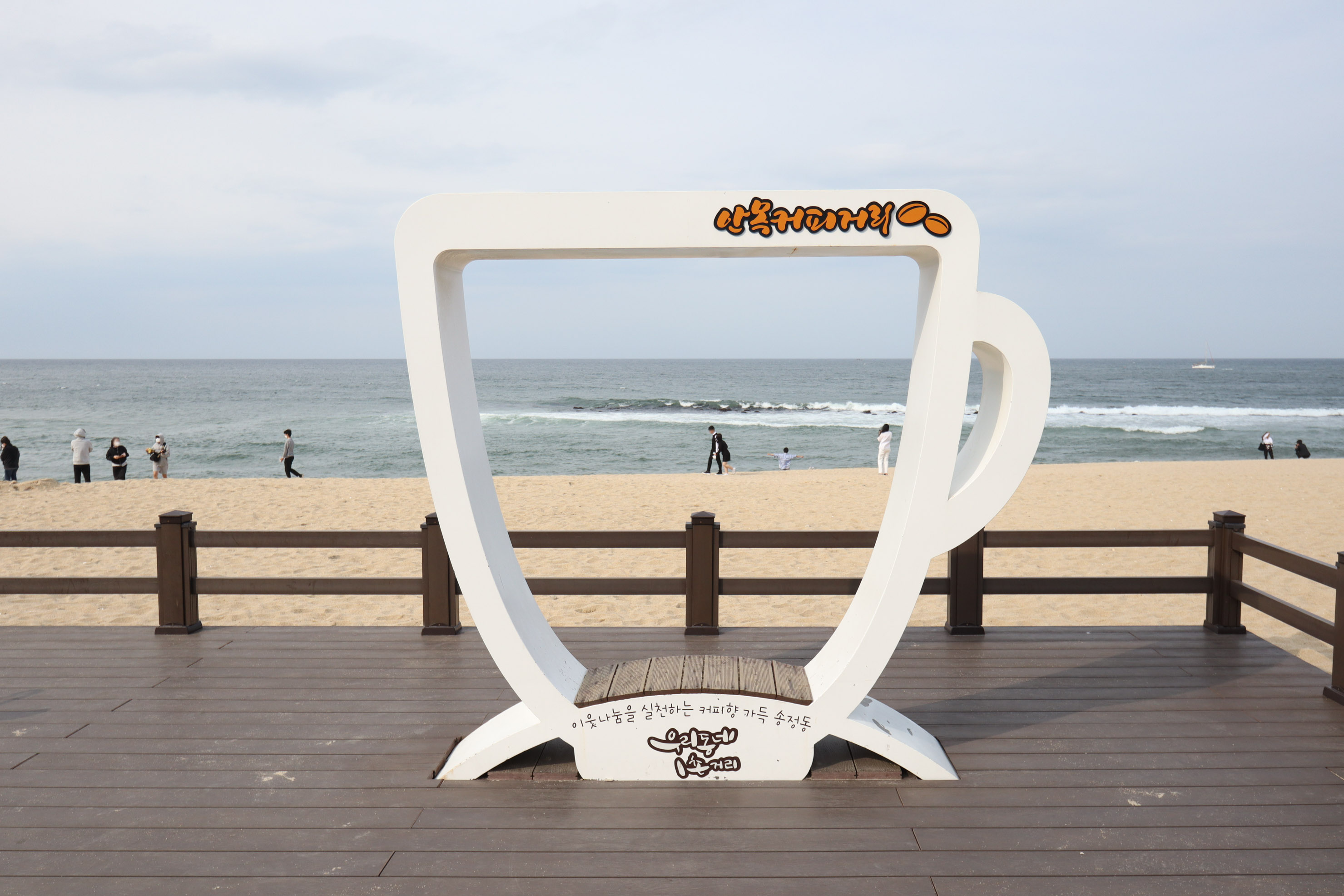

## 같이 보기
- 강릉항